# Philinoidea
Philinoidea zijn een superfamilie van weekdieren uit de klasse van de Gastropoda (slakken).

## Taxonomie
De volgende families zijn in de superfamilie ingedeeld:
- Aglajidae Pilsbry, 1895 (1847)
- Alacuppidae Oskars, Bouchet & Malaquias, 2015
- Colpodaspididae Oskars, Bouchet & Malaquias, 2015
- Gastropteridae Swainson, 1840
- Laonidae Pruvot-Fol, 1954
- Philinidae Gray, 1850 (1815)
- Philinoglossidae Hertling, 1932
- Philinorbidae Oskars, Bouchet & Malaquias, 2015
- Scaphandridae G.O. Sars, 1878